# Rafael Herrera Gil
Rafael Herrera Gil est un homme politique espagnol né le 19 février 1952 à Séville, en Andalousie. Il exerce la profession de professeur des universités.

## Biographie
Rafael Herrera Gil est licencié en sciences chimiques, et enseigne la physique et la chimie. 
Spécialiste des questions du travail, il s'est fortement impliqué dans l'administration andalouse, et a exercé diverses fonctions au sein des institutions de la Junta de Andalucía. D'abord directeur général des ressources humaines au département (ou consejería, équivalent d'un ministère dans les communautés autonomes) de l'éducation, il a par la suite assumé la charge de directeur général de la formation professionnelle au département de l'emploi et du développement technologique, puis est devenu en 2003 secrétaire général de l'emploi de la Junta. Il a également été responsable du service andalou de l'emploi, puis conseiller à l'institut de l'équipement d'Andalousie . 
Par ailleurs, il a servi l'administration de l'État, en remplissant, d'une part, les fonctions de secrétaire général de la délégation du gouvernement en Andalousie, et en exerçant, d'autre part, des attributions de conseiller d'ambassade pour les questions relatives au travail et aux affaires sociales en Argentine, Uruguay et Paraguay.
Membre du PSOE, c'est en 2008 qu'il entre au Congrès des députés en étant élu député de la province de Séville. Il siège depuis lors dans différentes commissions : commission des affaires étrangères, commission de la coopération internationale pour le développement, commission des politiques du handicap, et commission du travail et de l'immigration, dont il est le premier secrétaire. Il participe également aux travaux de la commission mixte sur l'étude du changement climatique. Enfin, il a siégé en 2008 à la commission non permanente de suivi et d'évaluation du Pacte de Tolède, relatif au système de retraite.
Marié, il est père de deux enfants.

## Sources
1. ↑  Source : "Rafael Herrera, gerente del Servio Andaluz de Empleo", in Diario de Córdoba, 30/04/2003.
2. ↑  Source : Fiche de Rafael Herrera Gil sur le site du Congrès des députés.